# アブドゥル・カラーム
A・P・J（アヴール・パキール・ジャイヌラーブディーン）・アブドゥル・カラーム（1931年10月15日 - 2015年7月27日）は、インドの政治家、科学者、技術者。第11代インド大統領。タミル人。ムスリム。
※各言語での名前の表記は以下の通り。
- 英語: A.P.J.（Avul Pakir Jainulabdeen） Abdul Kalam
- タミル語: ஏ. பி. ஜே. (அவுல் பகிர் ஜைனுலாப்தீன்) அப்துல் கலாம
- ヒンディー語: अवूल पकीर जैनुलआब्दीन अब्दुल कलाम
- アラビア語: ابو الفقير زين العابدين عبد الکلام

## 経歴
ダーヌシュコディ（現在のタミル・ナードゥ州）の労働者階級のムスリム家庭に生まれる。1958年、マドラス工科大学にて航空工学を修める。卒業後、国防研究開発機構に入り、ホバークラフト計画に参加するもプロジェクトは失敗する。1962年、インド宇宙開発研究所に移り、いくつかの人工衛星の打ち上げに成功している。カラームは、1980年7月にロヒニ衛星を低軌道に乗せたインド初の国産人工衛星打上げロケットSLV-IIIの開発プロジェクトリーダーとして顕著な貢献をした。
1982年、国防研究開発機構に所長として戻り、国産の誘導ミサイルの開発に専念。アグニミサイルおよびプリットヴィーミサイルの開発と運用の責任者となった。これにより、「インドのミサイル男」のニックネームを獲得した。
1992年7月、インド国防省の科学顧問に就任。インド政府の主席科学顧問として大臣に任ぜられる。
彼の働きにより、1998年のポクラン-2核実験は成功し、インドの核保有国としての地位を明らかにした。カラームは、内閣科学顧問委員会(SAC-C)の議長でもあり、インド・ミレニアム・ミッション2020を指揮している。
2001年11月からはチェンナイにあるアンナ大学の技術社会変革研究の教授としても学究を行い、教育と研究に従事している。国中の高校生と会うことで国家の発展に対する若い世代の心に火をつけるミッションに参加している。
インド人民党が率いる国民民主同盟が中央政権を獲ったとき、現職コチェリル・ラーマン・ナラヤナンには二期目を務める支持も意欲もなかったために、大統領候補のコンセンサスを打ち出すために顧問会議が開かれた。カラームは、政治的背景が無く、国家の英雄としての地位を獲得していたため、超党派で候補として推された。彼はすぐに与野党から議会まで非公式な支持を受けた。対立候補はインド国民軍や自由インド仮政府で活動した著名な元植民地独立運動家で左翼戦線が推す女性候補のラクシュミー・セヘガル（セーガル）大佐だったが、2002年7月18日、カラームは圧倒的多数(4152対459)の支持を受け、第11代インド大統領に選出された。
2002年7月25日から2007年7月25日までの丸5年間の任期を全うした。
2012年11月にインドと核ミサイル開発などで競争関係にあった中国に招かれて宇宙開発での中印協力の申し出を受け入れた際はインド世論に注目され、2014年11月に北京大学名誉教授の称号を授与された。
2015年7月27日死去。83歳没。

## 褒賞
カラームは、少なくとも30の大学から博士号を受けている。
さらに、インド最高の民間褒賞を三つも獲得している；
1981年パドマ・ブーシャン勲章、1990年パドマー・ヴィブーシャン賞、1997年バーラト・ラトナ賞。

## 政治的見解
様々な政治的論点におけるカラームの見解が、自著「インド2020」において力強く述べられている。彼はこの著書において、2020年までにインドが知識超大国、および先進国へと発展するための目標達成計画を提唱している。カラームは、インドが国際関係においてより強硬な態度を取るべきだという見解の持ち主として知られ、インドの核兵器開発計画における彼自身の成果を将来の超大国としてのインドの地位を保証するものと見なしている。
カラームは、科学技術の分野におけるその他の発展にも積極的な関心を抱いている。彼はバイオ・インプラントを用いて知能を高めるための研究計画を提案した。彼は特許問題に対するオープンソースのソフトウェアの支持者であり、オープンソース・ソフトウェアが広く一般利用されるようになることで、より多くの人びとに情報技術の恩恵がもたらされると信じている。

## 個人生活
カラームは厳格な規律を守っている。菜食主義、絶対禁酒主義、禁欲主義を実践している。クルアーン（彼の家族の信仰であるイスラームの主要な聖典）と、『バガヴァッド・ギーター』（インドの多数派を占める信仰ヒンドゥー教の主要な聖典）の両方を読むと信じられている。
カラームは、ティルヴァッルヴァルが著したタミル文学の古典詩集『ティルックラル』の研究者でもあり、そのため演説の中でこの詩集からの引用がなされることも多い。実際これまで行った大抵の演説において少なくとも一節が引用されている。
カラームはいくつか啓発的な本も著しており、なかでも最も著名なのが若者の志を鼓舞するために書いた自伝Wings of Fireである。ほかにもGuiding Souls: Dialogues on the Purpose of Lifeでは、彼の精神的な側面をうかがわせている。